# Roberto Di Matteo
Roberto Di Matteo (* 29. května 1970 Schaffhausen) je bývalý italský fotbalista a pozdější trenér. Během své kariéry (hrával na pozici záložníka) hrál ve švýcarských klubech FC Schaffhausen, FC Zürich a FC Aarau, v italském Laziu Řím a anglické Chelsea. Ve 34 zápasech nastoupil za italskou reprezentaci (vstřelil 2 góly), s níž se zúčastnil Mistrovství Evropy v roce 1996 a Mistrovství světa v roce 1998. Hráčskou kariéru ukončil v roce 2002 ve věku 31 let kvůli zranění.
Trénoval poté Milton Keynes Dons, West Bromwich Albion a od 4. března 2012 Chelsea FC, s níž vyhrál anglický FA Cup 2011/12 a triumfoval též v Lize mistrů UEFA 2011/12. Tím se stal vůbec prvním trenérem Chelsea, který Ligu mistrů UEFA vyhrál. V letech 2014–2015 působil na lavičce německého FC Schalke 04. V červnu 2016 podepsal trenérskou smlouvu s Aston Villa FC.

## Hráčská kariéra

### Švýcarsko
Roberto Di Matteo se narodil italským rodičům z Pagliety (oblast Abruzzo) ve švýcarském Schaffhausenu. Svou fotbalovou kariéru začal v místním klubu FC Schaffhausen, poté se přes FC Zürich dostal do FC Aarau, s nímž v sezóně 1992/1993 získal titul ve švýcarské nejvyšší soutěži Super League. Ve stejné sezóně obdržel ocenění „nejlepší hráč švýcarské ligy“.

### Itálie
V létě roku 1993 přestoupil do italského klubu Lazio Řím. Propracoval se do základní sestavy Lazia a díky svým výkonům se dostal i do italské fotbalové reprezentace. Po třech sezónách strávených v dresu Lazia Řím na Stadiu Olimpico odešel v roce 1996 za 4,9 milionu £ (liber) do Premier League do anglické Chelsea FC, kde ho přivítal tehdejší hrající trenér (player-manager) londýnského klubu Ruud Gullit.

### Anglie
Hned při svém debutu v domácím zápase zajistil Di Matteo svému týmu vítězství proti Middlesbrough. Jeho kvalitní rozehrávka a přesná střelba na větší vzdálenost znamenala pro Chelsea výrazné obrození na konci 90. let. 20. století. Hráč zaznamenal ve své první sezóně v Anglii celkem 9 branek, čímž pomohl Chelsea ke konečnému 6. místu v ligové tabulce (šlo o nejlepší umístění klubu od sezony 1989/1990). Roberto Di Matteo pomohl i k vítězství v FA Cupu v roce 1997. Ve finále vstřelil gól proti Middlesbrough z více než 25 m už ve 43. sekundě od zahájení zápasu. Chelsea porazila Middlesbrough 2:0 (druhý gól přidal v 83. minutě Eddie Newton) a Di Matteův gól vstoupil do historie jako nejrychlejší ve finále FA Cupu, dokud nebyl v roce 2009 překonán Louisem Sahou z Evertonu (Saha docílil branky už ve 25. sekundě utkání právě proti Chelsea, Chelsea stihla otočit skóre na 2:1 a FA Cup vyhrála).
V dalším ročníku dokazoval Di Matteo opět svou cenu pro tým – vsítil 10 gólů a přihrál na další. Chelsea v roce 1998 vyhrála Anglický ligový pohár opět proti Middlesbrough (v prodloužení dala 2 góly, druhý z nich vstřelil ve 107. minutě zápasu Di Matteo) a následně i Pohár vítězů pohárů, když 13. května 1998 porazila německé mužstvo VfB Stuttgart nejtěsnějším rozdílem 1:0.
V ročníku 1998/99 hrával Di Matteo ve středové řadě společně s Dennisem Wisem, uruguayským záložníkem Gustavo Poyetem a rumunským záložníkem Danem Petrescu, klub skončil třetí v lize za Manchesterem United a Arsenalem.
Většinu sezóny 1999/00 byl Di Matteo mimo hru pro zranění, ale v závěru se vrátil na hřiště a střílel důležité góly včetně rozhodujícího ve finále FA Cupu proti Aston Ville (Chelsea vyhrála 1:0). V urputném utkání využil Roberto Di Matteo chyby brankáře Aston Villy Davida Jamese a skóroval v 71. minutě zápasu. Přispěl tak k zisku čtvrté trofeje během 3 sezón.
Na začátku sezóny 2000/01 utrpěl Roberto Di Matteo zlomeninu nohy v Poháru UEFA v zápase se švýcarským klubem FC St. Gallen a octl se na 18 měsíců mimo hru. V únoru 2002 se vzdal naděje na návrat a ve věku 31 let ukončil kariéru hráče.
Z „vděčnosti za fotbalistův příspěvek k přeměně klubu“ pověřil trenér Claudio Ranieri Di Mattea přivést hráče Chelsea na hřiště k utkání finále FA Cupu v r. 2002 (který Chelsea prohrála se svým městským rivalem Arsenalem 0:2).
Během svých 6 sezón v Chelsea nasbíral Roberto Di Matteo 175 startů a vstřelil 26 gólů (z toho je 15 gólů a 19 startů v ligové soutěži). Zajímavostí je, že nikdy neprohrál na stadioně Old Trafford.

## Trenérská kariéra

### Milton Keynes Dons FC
Di Matteo pokračoval v Anglii v trenérské roli. Ve své první sezóně dovedl anglický klub Milton Keynes Dons ke třetímu místu v soutěži League One za Leicesterem City a Peterborough. V semifinále se Scunthorpe prohrál Milton Keynes Dons v penaltovém rozstřelu.

### West Bromwich Albion FC
V první sezóně ve druhé nejvyšší anglické soutěži Football League Championship skončil tým vedený Di Matteem druhý za Newcastle United, což klubu zajistilo účast v Premier League.
Hned v prvním utkání Premier League 2010/11 (14. srpen 2010) zavítal Roberto Di Matteo v roli hlavního kouče na půdu svého bývalého klubu Chelsea na Stamford Bridge. West Bromwich však utrpěl debakl 6:0. Zlepšené výsledky v následujících zápasech vedly k nejlepšímu vstupu do sezóny Premier League v historii WBA a Di Matteo obdržel cenu „Trenér měsíce v Premier League“ za září 2010. V prosinci 2010 a lednu 2011 se West Bromwich Albion potýkal se slabší formou, když vyhrál pouze 1 zápas z deseti. Většina fanoušků přesto zachovávala trenérovi přízeň, ale po porážce 0:3 s Manchesterem City 5. února 2011 byl Di Matteo odvolán a prozatímním trenérem byl jmenován Michael Appleton. West Bromwich Albion dokončil sezónu na 11. místě.

### Chelsea FC
Po neúspěšném pokusu o pozici trenéra Birminghamu City se Roberto Di Matteo stal 29. června 2011 asistentem nového kouče Chelsea André Villas-Boase.
4. března 2012 byl Villas-Boas po neuspokojivých výsledcích propuštěn a jeho pozici hlavního trenéra převzal do konce sezóny dosavadní asistent Di Matteo. Začal úspěšně, Chelsea porazila Birmingham City v pátém kole FA Cupu; Stoke City v Premier League a postoupila přes italský klub SSC Neapol do čtvrtfinále Ligy mistrů.
Následoval postup přes Tottenham do finále FA Cupu a přes Benficu Lisabon do semifinále Ligy mistrů. 24. dubna 2012 se Chelsea podařilo v semifinále této soutěže vyřadit vysoce favorizovanou Barcelonu po výsledcích 1:0 na Stamford Bridge a 2:2 na barcelonském stadionu Camp Nou.
Finále FA Cupu vyhrála Chelsea pod taktovkou Di Mattea na stadionu ve Wembley proti Liverpoolu výsledkem 2:1.
19. května 2012 přivedl Roberto Di Matteo Chelsea k historickému vítězství v Lize mistrů UEFA. Chelsea porazila Bayern Mnichov 2:1, přičemž se muselo rozhodovat až v penaltovém rozstřelu. Chelsea získala svou první trofej v Lize mistrů a zároveň se stala prvním londýnským klubem, kterému se to podařilo. Toto vítězství také znamenalo, že Chelsea FC se kvalifikovala do ročníku 2012/2013 Ligy mistrů přímo, i když skončila v domácí lize na šesté příčce. Jako obhájce trofeje tak překazila případnou účast v Lize mistrů UEFA svému londýnskému rivalovi Tottenham Hotspur, jenž skončil v Premier League na čtvrtém místě (Tottenham by hrál předkolo Ligy mistrů, kvůli triumfu Chelsea v LM byl přeřazen do základní části Evropské ligy, neboť v LM se mohly představit maximálně 4 celky z anglické nejvyšší soutěže).
V červnu 2012 podepsala Chelsea s Di Matteem smlouvu na další dvě sezóny, ale v listopadu 2012 byl po prohře 0:3 v Lize mistrů s italským Juventusem odvolán z trenérské funkce.

### FC Schalke 04
Další trenérskou štaci přijal až začátkem října 2014, kdy převzal po Jensi Kellerovi německý tým FC Schalke 04, kde podepsal smlouvu do roku 2017.

### Aston Villa FC
Nicméně již v červnu 2016 podepsal trenérskou smlouvu s anglickým klubem Aston Villa FC, který zrovna sestoupil z Premier League 2015/16.

## Hráčská statistika
| Sezóna  | Klub         | Liga           | Liga   | Liga | Ligové poháry | Ligové poháry | Ligové poháry | Kontinentální poháry | Kontinentální poháry | Kontinentální poháry | Celkem | Celkem |
| Sezóna  | Klub         | Soutěž         | Zápasy | Góly | Soutěž        | Zápasy        | Góly          | Soutěž               | Zápasy               | Góly                 | Zápasy | Góly   |
| ------- | ------------ | -------------- | ------ | ---- | ------------- | ------------- | ------------- | -------------------- | -------------------- | -------------------- | ------ | ------ |
| 1987/88 | Schaffhausen | Nationalliga B | 10     | 0    | ŠP            | ?             | ?             | -                    | 0                    | 0                    | 10+    | 0+     |
| 1988/89 | Schaffhausen | Nationalliga B | 0      | 0    | ŠP            | ?             | ?             | -                    | 0                    | 0                    | 0+     | 0+     |
| 1989/90 | Schaffhausen | Nationalliga B | 11     | 0    | ŠP            | ?             | ?             | -                    | 0                    | 0                    | 11+    | 0+     |
| 1990/91 | Schaffhausen | Nationalliga B | 14     | 0    | ŠP            | ?             | ?             | -                    | 0                    | 0                    | 14+    | 0+     |
| 1991/92 | Curych       | Nationalliga A | 34     | 6    | ŠP            | ?             | ?             | -                    | 0                    | 0                    | 34+    | 6+     |
| 1992/93 | Aarau        | Nationalliga A | 32     | 1    | ŠP            | ?             | ?             | -                    | 0                    | 0                    | 32+    | 1+     |
| 1993/94 | Lazio        | Serie A        | 29     | 4    | IP            | 2             | 0             | UEFA                 | 4                    | 0                    | 35     | 4      |
| 1994/95 | Lazio        | Serie A        | 28     | 1    | IP            | 8             | 0             | UEFA                 | 6                    | 0                    | 42     | 1      |
| 1995/96 | Lazio        | Serie A        | 31     | 2    | IP            | 3             | 0             | UEFA                 | 4                    | 0                    | 38     | 2      |
| 1996/97 | Chelsea      | Premier League | 34     | 7    | AP+ALP        | 3+1           | 1+0           | -                    | 0                    | 0                    | 38     | 8      |
| 1997/98 | Chelsea      | Premier League | 30     | 4    | AP+ALP+AS     | 1+4+1         | 0+3+0         | PVP                  | 8                    | 3                    | 44     | 10     |
| 1998/99 | Chelsea      | Premier League | 30     | 2    | AP+ALP        | 4+2           | 1+0           | PVP+ES               | 7+1                  | 0                    | 44     | 2      |
| 1999/00 | Chelsea      | Premier League | 18     | 2    | AP+ALP        | 2+1           | 1+0           | LM                   | 9                    | 0                    | 30     | 3      |
| 2000/01 | Chelsea      | Premier League | 7      | 0    | AP+ALP+AS     | 0+1           | 0             | UEFA                 | 2                    | 0                    | 10     | 0      |
| 2001/02 | Chelsea      | Premier League | 0      | 0    | AP+ALP        | 0+0           | 0+0           | UEFA                 | 0                    | 0                    | 0      | 0      |
| Celkem  | Celkem       | Celkem         | 308    | 29   | -             | 33+           | 6+            | -                    | 11                   | 3                    | 352+   | 38+    |

## Reprezentační kariéra
Roberto Di Matteo sehrál celkem 34 utkání za italskou fotbalovou reprezentaci (v letech 1994–1998). Debutoval pod trenérem Arrigo Sacchim 16. listopadu 1994 v Palermu na Sicílii proti Chorvatsku, v 55. minutě vystřídal na hřišti Albertiniho (Itálie prohrála tento kvalifikační zápas o Euro 1996 1:2). Na Euru 1996 hrál v základní skupině ve dvou utkáních – proti Rusku (výhra Itálie 2:1) a Německu (remíza 0:0), proti ČR (prohra Itálie 1:2) ve skupině nenastoupil a Itálie na šampionátu v této fázi skončila.
Byl také členem národního mužstva na Mistrovství světa ve fotbale 1998, kde nastoupil také ke dvěma utkáním, proti Chile a Kamerunu.

### Statistika na velkých turnajích
| Reprezentace | Rok     | Zápasy             | Zápasy | Zápasy  | Zápasy           | Zápasy           | Zápasy   |
| Reprezentace | Rok     | Fáze turnaje       | Datum  | Soupeř  | Odehraných minut | Vstřelené branky | Výsledek |
| ------------ | ------- | ------------------ | ------ | ------- | ---------------- | ---------------- | -------- |
| Itálie       | ME 1996 | 1 zápas ve skupině | 11. 6. | Rusko   | 90               | 0                | 2:1      |
| Itálie       | ME 1996 | 3 zápas ve skupině | 19. 6. | Německo | 67               | 0                | 0:0      |
| Itálie       | MS 1998 | 1 zápas ve skupině | 11. 6. | Chile   | 57               | 0                | 2:2      |
| Itálie       | MS 1998 | 2 zápas ve skupině | 17. 6. | Kamerun | 28               | 0                | 3:0      |

### Reprezentační góly
V národním dresu vsítil Di Matteo 2 góly. První na stadionu San Paolo v Neapoli proti Polsku 30. dubna 1997 v kvalifikaci na Mistrovství světa ve fotbale 1998, když ve 24. minutě otevíral skóre (utkání skončilo výsledkem 3:0). Druhý gól vstřelil Di Matteo na stadionu Angela Massimina v Catanii 28. ledna 1998 proti Slovensku v přátelském zápase (zvyšoval na konečných 3:0 pro Itálii).
| Gól | Datum       | Stadion                                   | Soupeř    | Skóre (min.) | Výsledek | Soutěž                 |
| --- | ----------- | ----------------------------------------- | --------- | ------------ | -------- | ---------------------- |
| 010 | 30. 4. 1997 | stadion San Paolo, Neapol, Itálie         | Polsko    | 01:00(24.)   | 3:0      | kvalifikace na MS 1998 |
| 02  | 28. 1. 1998 | stadion Angela Massimina, Catania, Itálie | Slovensko | 03:00(63.)   | 3:0      | přátelské utkání       |

## Hráčské úspěchy

### Klubové
- 1× vítěz švýcarské ligy (1992/93)
- 2x vítěz anglického poháru (1996/97, 1999/00)
- 1x vítěz anglického ligového poháru (1997/98)
- 1x vítěz anglického superpoháru (2000)
- 1x vítěz poháru PVP (1997/98)
- 1x vítěz evropského superpoháru (1998)

### Reprezentační
- 1× na MS (1998)
- 1× na ME (1996)

## Trenérské úspěchy

### Klubové
- 1x vítěz anglického poháru (2011/12)
- 1x vítěz ligy mistrů UEFA (2011/12)